# Gabriel Torje
Gabriel Andrei Torje (Temesvár, 1989. november 22. –) román válogatott labdarúgó, a Concordia Chiajna játékosa. 
2011-ben az év labdarúgójának választották Romániában.
A román válogatott tagjaként részt vett a 2016-os Európa-bajnokságon.

## Sikerei, díjai
Politehnica Timișoara
- Román kupa ezüstérmes: 2006–07

 Dinamo București
- Román kupa ezüstérmes: 2010–11

 Farul Constanța
- Román bajnok: 2022–23

Egyéni
- Az év román labdarúgója (1): 2011